# Hadbjerg
Hadbjerg er en by i Østjylland med 725 indbyggere  (2025). Hadbjerg er beliggende nær Nordjyske Motorvej fire kilometer øst for Hadsten og 23 kilometer nord for Aarhus. Byen ligger i Region Midtjylland og tilhører Favrskov Kommune.
Hadbjerg er beliggende i Hadbjerg Sogn og Hadbjerg Kirke ligger i byen. Hadbjerg skole med 0 - 9 klasse og SFO ligger centralt i byen.

## Infrastruktur

### Trafik
Kollektiv trafik
Hadbjerg betjenes af den regionale busrute mellem Aarhus og Randers, Rute 118, der har afgang i begge retninger hver time. Udover det køre der tre skolebusruter, der i hverdagene kan benyttes i formiddags- og eftermiddagstimerne.
- Rute 118: Aarhus - Randers
- Rute 2: Hadsten - Ødum - Selling - Hadbjerg (gratis)[3]
- Rute 3: Hadbjerg - Langskov - Voldum (gratis)
- Rute 15: Hadbjerg - Voldum - Hallendrup (gratis)

### Digital kommunikation
EnergiMidt har i begyndelsen af 2013 nedlagt fibernet i byen, der efter de opnåede en tilslutning på 62 husstande påbegyndte arbejdet.

### Forsyning og bortskaffelse
Vand
Hadbjerg Vandværk, stiftet 1937, forsyner hele Hadbjerg inkl. sognet, og drives som et privat alment vandværk. Værket leverer grundvand, hvis hårdhed kategoriseres som middelhårdt (11 °dH).
Elektricitet
Byen forsynes med elektricitet fra EnergiMidt.

#### Foreninger
Høst IF er en lokal gymnastikforening med mange forskellige sportsgrene. Bla. fodbold, crossfit, floorball, løb, gymnastik & krolf. Hallen står overfor en udvidelse i 2021/22 med motionscenter og sognehus Borger Foreningen driver forsamlingshuset og står bag Søparken og Folkeskoven Folkeskoven har hundeskov, shelterplads og kælkebakke.